# Isaac Ascher Francolm
Isaac Ascher Francolm (geboren am 15. Dezember 1788 in Breslau; gestorben am 1. Juli 1849 ebenda), auch: Isaac Assur Francolm, war ein jüdischer Prediger und religiöser Lehrer, der seit 1820 in der Gemeinde Königsberg in Preußen tätig war. Er modernisierte den Gottesdienst und führte in Deutschland die Bat-Mitzwah ein. Gegner brachten die Sache vor die Behörden, die ihm künftig nicht nur die Durchführung einer Bat-Mitzwah, sondern überhaupt die Einführung von Neuerungen verboten, im Besonderen das Predigen in der Landessprache.
Beim Auslaufen seines Vertrages (1826) lehnte er eine Verlängerung ab und wurde stattdessen Prinzipal der Königlichen Wilhelms-Schule, einer jüdischen Institution in Breslau, wo er bis 1847 im Amt blieb. Zugleich war er Inspektor der Industrieschule für israelitische Mädchen, wo er unentgeltlich Religion und biblische Geschichte unterrichtete.
Francolm publizierte viel: religiöse und historische Schriften (darunter das bekannteste Werk: Die Juden und die Kreuzfahrer in England unter Richard Löwenherz), Literarisches, Bücher zu Mathematik und Pädagogik.
Francolm war verheiratet mit Henriette, geb. Friedländer, aus Königsberg.